# Onoba
Onoba es una ciudad, citada por Ptolomeo en su "Geographia" (II, 4, 9), situada en la costa malagueña, en territorio bastetano. Se trataría de un nombre muy común en época púnico-turdetana, dada la similitud con otros topónimos surpeninsulares.